# Csernoviczki Éva
Csernoviczki Éva (Tatabánya, 1986. október 16. –) magyar cselgáncsozó, olimpiai bronzérmes. Az Ippon Judo Tatabánya SE versenyzője. Ő az első nő a magyar cselgáncs történetében, aki érmet szerzett az olimpiai játékokon.

## Sportpályafutása
A 2002-es ifjúsági Európa-bajnokságon ezüstérmes volt. 2003-ban U23-as Európa-bajnokságot nyert. A világbajnokságon kiesett. A következő évben az Európa-bajnokságon helyezetlen volt. A junior Eb-n és a junior világbajnokságon is hetedik lett.
2005-ben kilencedik volt a világbajnokságon. Az Eb-n nem indult. A juniorok kontinens viadalán második lett. 2006-ban az U23-as Eb-n első helyen végzett. A főiskolai világbajnokságról bronzéremmel térhetett haza. A következő évben kiesett az Eb-n. A világbajnokságon hetedik volt. A tallinni vk-versenyen első lett. Az U23-as Európa-bajnokságon második volt. 2008-ban Szófiában nyert világkupa-viadalt. Az Európa-bajnokságon bronzérmes volt. Az olimpián hetedik helyen végzett. Az U23-as Eb-n nem talált legyőzőre.
A 2009-es Európa-bajnokságon második volt. Az universiadén bronzérmet szerzett. A vb-n helyezetlen volt. Abu-Dzabiban vk-versenyt nyert. 2010-ben a bécsi Eb-n második volt. A vb-n sérülés miatt nem indult. A következő évben Eb ezüst- és vb bronzérmet szerzett. A 2012-es Eb-n harmadik volt a 48 kg-os súlycsoportban.
A 2012. évi nyári olimpiai játékokon bronzérmet szerzett, ezzel ő lett a londoni játékok első magyar, valamint a magyar cselgáncs-sport első női olimpiai érmese.
A 2013-as budapesti Európa-bajnokságon első helyen végzett. A világbajnokságon a 16 között kiesett. A következő évben megvédte Európa-bajnoki címét, a vb-n hetedik helyen végzett. A 2015-ös világbajnokságon hetedik volt. A 2015. évi Európa-játékokon bronzérmes lett. A 2016-os Európa-bajnokságon második helyen végzett.
2016. évi nyári olimpiai játékokon a 7. helyen végzett, miután a negyeddöntőben kikapott az argentin Paula Paretótól, ráadásul a combhajlító izma megsérült. Ennek ellenére kiállt a következő, vigaszágas mérkőzésére, ott viszont hősies küzdelemben alulmaradt kazah ellenfelével, Galbadrah Otgonceceggel szemben.
A 2018-ban az izraeli Tel-Avivban megrendezett Európa-bajnokságon ezüstérmet szerzett. A 2019-es tokiói világbajnokságon a nyolcaddöntőben esett ki.
A 2021 nyarán megtartott 2020. évi nyári olimpiai játékok 48 kilogrammban első mérkőzését megnyerte az indiai Likmabam ellen, azonban a nyolcaddöntőben iponnal kikapott a világbajnok, és későbbi ezüstérmes japán Tonakitól.

## Díjai, elismerései
- Junior Prima díj (2010)
- Az év magyar cselgáncsozója (2008, 2011, 2012, 2013, 2014, 2016,[13] 2018[14])
- Az év magyar sportolónője, negyedik helyezett (2011)
- Magyar Arany Érdemkereszt (2012)
- Az év magyar sportolója választás harmadik helyezettje (2012)